# Xyrichtys incandescens
Xyrichtys incandescens е вид бодлоперка от семейство Labridae. Видът не е застрашен от изчезване.

## Разпространение и местообитание
Разпространен е в Бразилия.
Обитава крайбрежията на морета и рифове.